# 1.
◄ | 1. stoljeće pr. Kr. | 1. stoljeće | 2. stoljeće | ►
◄ | 20-ih pr. Kr. | 10-ih pr. Kr. | 0-ih pr. Kr. | 0-ih | 10-ih | 20-ih | 30-ih | ►
◄◄ | ◄ | 3. pr. Kr. | 2. pr. Kr. | 1. pr. Kr. | 1. | 2. | 3. | 4. | ► | ►►
Astronomija • Književnost • Kršćanstvo

## Događaji
- 1. siječnja: Prvi dan kršćanske nove ere, početak 1. stoljeća.
- August postavlja Ariobazanesa II. kao kralja Armenije.
- Rimljani izgrađuju akvadukt Aqua Alsienta.
- Ovidije piše Metamorfoze.
- Svila je dostupna u Rimu.

## Rođenja
- Publije Kvintilije Var Mlađi, rimski aristokrat